# Steven Crowder
Pour les articles homonymes, voir Blake et Crowder.
Steven Blake Crowder, né le 7 juillet 1987 à Grosse Pointe, Michigan, est un commentateur politique conservateur, humoriste et animateur
américano-canadien. Ancien collaborateur de la chaîne Fox News, il est souvent invité à The Glenn Beck Program et The Dana Show. Crowder anime un podcast sur YouTube et BlazeTV, Louder With Crowder. Il met régulièrement en ligne des vidéos satiriques sur des médias conservateurs américains, comme Pajamas Media ou Breitbart News.

## Carrière
À l'âge de 12 ans, Crowder prête sa voix au personnage d'Alan Powers pour la série télévisée pour enfants Arthur. Il commence son premier spectacle de stand-up à l'âge de 17 ans, il est notamment monté sur scène lors du festival Juste pour rire à Montréal. Il a joué dans un certain nombre de films : il joue le rôle de Doug Moore, dans le film To Save a Life sorti en 2009. Il devient ensuite un intervenant régulier de plusieurs chaînes d'infos. Crowder met en ligne des vidéos satiriques, ainsi que d'autres vidéos d'information sur son compte YouTube. Après s'être mis en retrait du paysage médiatique, Crowder fait son retour sur YouTube en mai 2013, et produit des vidéos en partenariat avec la Liberty Alliance, LLC.

### APAC
En 2011, Crowder était le maître de cérémonie de la Conservative Political Action Conference, grand rendez-vous de personnalités conservatrices américaines. Il a, à cette occasion, créé la polémique à cause d'une vidéo de rap qu'il avait diffusée pendant la cérémonie. En octobre 2012, sa vidéo parodique sur l'actrice américaine Lena Dunham apportant son soutien à Barack Obama a été reprise par le magazine conservateur The American Spectator.

### Départ de Fox News
En octobre 2013, Breitbart News annonce que Fox News a renvoyé Steven Crowder. Cela est annoncé peu de temps après que Crowder a critiqué l'un des animateurs vedettes de la chaîne, Sean Hannity.

### The Triggering
Le 25 avril 2016, Crowder était l'invité d'une conférence sur le politiquement correct (The Triggering) organisée par la section étudiante du Parti républicain américain à l'université du Massachusetts à Amherst. Plusieurs vidéos montrant certains membres du public protester vivement contre les intervenants lors la conférence ont fait le buzz sur internet, l’événement fut d'ailleurs largement médiatisé.

### Change my Mind
En 2018, Crowder crée un segment de son émission intitulée Change my Mind, dans lequel il invite des membres du public à venir s'assoir avec lui pour tenter de changer son opinion sur un sujet controversé comme les armes, l'avortement et l'immigration. Une photo d'un de ces événements est devenue la même année un mème très populaire.

### Crowder Confronts
L'émission Louder with Crowder inclut un segment où Crowder confronte des personnes l'ayant menacé de mort, appelé à la violence contre lui, ou simplement diffamé sur les médias sociaux.

### The Adpocalypse
En juin 2019, Carlos Maza, un blogueur homosexuel américain, accuse YouTube de ne pas appliquer sa politique contre le harcèlement, diffusant une compilation d'extraits vidéo de Crowder utilisant divers termes comme « Lispy Queer », « Angry Little sprite », « Gay Mexican », « Angry little queer », etc..

## Vie privée
Crowder est né à Détroit, et a grandi à Greenfield Park, faisant maintenant partie de Longueuil, une banlieue de Montréal. Il a étudié dans le système publique anglophone québécois, après avoir été contraint d'aller à l'école francophone par la loi 101 et d'avoir connu des difficultés dues à sa préférence pour l'anglais, la langue de son père américain.
Crowder s'est marié en août 2012. Il a écrit sur les avantages de l'abstinence sexuelle avant le mariage.
Crowder est un amateur d'arts martiaux mixtes (MMA) et participe à des compétitions d'arts martiaux. Il est d'ailleurs en faveur de la légalisation du MMA à New York. Steven Crowder et sa mère sont des francophones du Québec.

## Filmographie
| Année     | Film                       | Rôle                    |
| --------- | -------------------------- | ----------------------- |
| 2000-2001 | Arthur                     | Alan Powers (voix)      |
| 2000      | Arthur's Perfect Christmas | Alan Powers (voix)      |
| 2001      | Two summers                |                         |
| 2004      | Arthur's Halloween         | Alan Powers (voix)      |
| 2005      | 3 Needles                  |                         |
| 2006      | Le Pacte du sang           |                         |
| 2007      | Si j'étais toi             |                         |
| 2008      | Bend & Break               | Blake                   |
| 2008      | The Velveteen Rabbit       | Joueur de baseball no 1 |
| 2010      | To Save a Life             | Doug Moore              |